# Иван Аржентински
Иван Иванов Василев или Иван Аржентински, Иван Босяков е български офицер, белетрист и драматург.

## Биография
Роден е в Гагово на 12 август 1910 г. Завършва гимназиалното си образование в Попово. Членува в нелегални кръжоци и издава литературното списание „Пламък“. От 1937 г. е член на РМС, а от 1938 и на БКП. Следва славянска филология в Софийския университет.
През 1930 – 1934 г. работи в Аржентина, където е член на Аржентинската комунистическа партия. След завръщането си в България работи като редактор на вестниците „Хоровод“ и „Литературен критик“. Секретар е на РМС в Гагово. От 1941 до 1944 г. е ятак на партизаните. По време на войната срещу Третия Райх е помощник-командир на четвърти армейски артилерийски полк и кореспондент на вестник „Работническо дело“. След това е командир на полк, главен редактор на Държавно военно издателство, заместник главен редактор и главен редактор на списание „Български войн“ и председател на Кабинета на военния писател.
Член на Съюза на българските писатели. Умира на 21 ноември 1989 г. в София.
Награждаван е с орден „За храброст“, IV степен, втори клас.

## Отличия и награди
- 1967 г. – Заслужил деятел на културата
- 1970 г. – Почетен гражданин на Попово
- 1974 г. – Народен деятел на изкуството и културата[2]

## Творчество
Иван Аржентински е автор на пиесите:
- „Буря над Югославия“ (1952)
- „Бунт“ (1955)
- „Генерал Заимов“ (1959)
- „Острието на ножа“ (1965)
- „Самоотлъчка“ (1966)
- „Лейтенант Огнянов“ (1967)
- „Среща с гнева на хората“ (1974)